# Chrystian & Ralf (álbum de 1985)
Chrystian & Ralf é o terceiro álbum de estúdio da dupla sertaneja brasileira Chrystian & Ralf, lançado em 1985. O álbum vendeu mais de 100 mil discos, garantindo à dupla disco de ouro.

## Faixas[3]
| N.º            | Título                                      | Compositor(es)                                  | Duração |  |
| 1.             | "Dona de Casa"                              | Benedito Seviero / Waldemar de Freitas Assunção | 2:50    |  |
| 2.             | "Uma Noite no Sofá"                         | José Fortuna / Paraíso                          | 2:31    |  |
| 3.             | "Amargurado" (part. Tião Carreiro)          | Tião Carreiro / Dino Franco                     | 3:12    |  |
| 4.             | "Camisa Manchada"                           | Rionegro / Domiciano                            | 3:05    |  |
| 5.             | "O Amor é Cego"                             | Carreirito / Ralf                               | 3:03    |  |
| 6.             | "Esta Noite Eu Queria Que o Mundo Acabasse" | Sílvio Lima                                     | 3:29    |  |
| 7.             | "Desencontro"                               | Chrystian / Ralf                                | 2:54    |  |
| 8.             | "Pranto de Saudade"                         | Vicente Dias                                    | 2:39    |  |
| 9.             | "Anoche Estuve Llorando"                    | Cuco Sánchez                                    | 3:49    |  |
| 10.            | "Vestido Colado"                            | José Fortuna / Paraíso                          | 2:10    |  |
| 11.            | "Medicina Legal"                            | Chrystian / Vicente Dias                        | 2:55    |  |
| 12.            | "Gemidos Abafados"                          | Carreirito / Morandi                            | 2:50    |  |
| Duração total: | Duração total:                              | Duração total:                                  | 35:41   |  |

## Certificações
| Brasil (ABPD)                             | Ouro | 1985 | 100.000* |
| *número de vendas baseado na certificação |      |      |          |